# Kotlovyna
Kotlovina (ucraniano, ruso y búlgaro: Котловина, hasta 1947, Bolboka) es un pueblo en el raión de Izmail, óblast de Odesa, Ucrania. Cuenta con 2.643 habitantes, sobre todo gagauz.
El pueblo está situado a una altitud de 30 metros en la orilla occidental del Lago Yalpug en el Raión de Reni. Está a una distancia de 55 km de la zona centro de Reni.
Hasta 1947, el pueblo fue llamado oficialmente Bolboka (ucraniano: Болбока), en ese año pasó a llamarse Kotlovina ("valle" en ruso).

## Historia
La ciudad de Bolboka, desde sus inicios, formó parte de la región histórica de Budjak (sur de Besarabia) del Principado de Moldavia. El primer registro de la villa data de 1752, consistente en la población moldava.
El Tratado de Paz de Bucarest, firmado en mayo de 1812, entre el Imperio Ruso y el Imperio Otomano al final de la Guerra Ruso-Turca (1806-1812) mencionaba que Rusia ocuparía el territorio al este de Moldavia entre el Dniéster y Prut, más conocido como Besarabia y transformarla en una provincia dividida en diez provincias (Hotin, Soroca, Balti, Orhei Lapusna, Bender, Cahul, Bolgrad Chilia y White City).
En el siglo XIX, según el censo realizado por las autoridades zaristas en 1817, Bolboka era parte del condado de Cahul Ismail.
Después de la guerra ruso-turca, desde 1814 se han asentado aquí 154 familias de inmigrantes en el sur del Danubio y Bulgaria. En 1816, había 71 familias en el pueblo. Según algunas informaciones, en 1818 vivían en Bulboaca 489 personas (109 familias), y en 1820, 504 habitantes (107 familias).
A raíz del Tratado de París en 1856, que concluyen la Guerra de Crimea (1853-1856), Rusia devuelve a Moldavia una franja de tierra en el sudoeste de Besarabia (conocida como la Cahul, Bolgrad e Ismail). Después de las pérdidas territoriales, Rusia no ha tenido acceso a la desembocadura del Danubio. En 1858, las autoridades moldavas autorizaron la apertura de una escuela de enseñanza primaria en el pueblo búlgaro.
Después de la unión de Moldavia y Rumania en 1859, esta zona se convirtió en el nuevo estado de la estructura rumana (llamado en 1866: Principados del Reino de Valaquia y Moldavia). Entre 1861 a 1862, 255 familias búlgaras han salido de la aldea y se estableció en Gubernia Tauride (situado en Crimea), donde recibieron la tierra.
A raíz de Tratado de Paz de Berlín en 1878, Rumania se vio obligado a ceder el territorio a Rusia. En el siglo XX, hubo 489 casas en Bolboka.

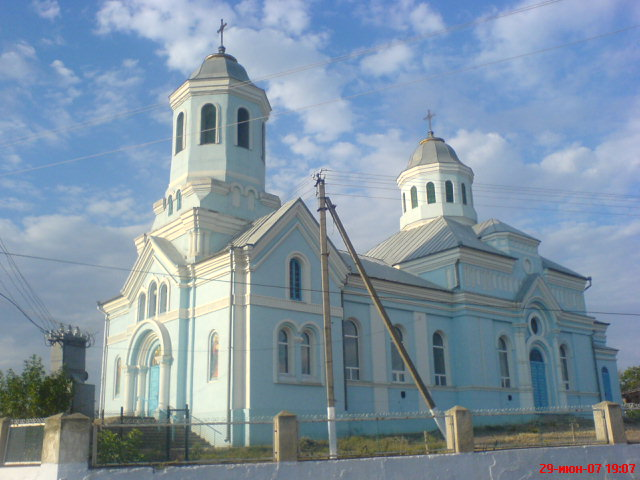
Una iglesia en Bolboka.

Después de Unión de Besarabia con Rumanía el 27 de marzo de 1918, el pueblo ha sido parte de Rumania, en el condado de Ismail. Para entonces, la mayoría de la población consistía en gagauzenos.
Como resultado del Pacto Ribbentrop-Mólotov (1939), Besarabia, el norte de Bucovina y el Condado de Herta Condado fueron anexados a la Unión Soviética el 28 de junio de 1940. Después de que Besarabia fuera ocupada por los soviéticos, Stalin se rompió en tres partes. Así, el 2 de agosto de 1940, se fundó la República Socialista Soviética de Moldavia y el sur (condados de Rumania e Ismail White Castle) y norte (Condado Hotin) de Besarabia y el norte de Bucovina y Herta fueron reasignados a la RSS de Ucrania. El 7 de agosto de 1940, se creó el óblast de Izmail, integrado por los territorios en el sur de Besarabia y fueron reasignados.
Durante 1941 al 1944, todos los territorios anexos anteriormente parte de Rumanía estaban de vuelta en el poder de la Unión Soviética. Luego, los tres territorios se han vuelto a ocupar por la Unión Soviética en el año 1944 e integrados en la estructura de la RSS de Ucrania, según la organización territorial presentada después de la anexión por Stalin en 1940, cuando Besarabia se divide en tres partes.
Con el hambre en el año 1946 al 1947 la población disminuyó en un 60% (3.300 personas). Las autoridades soviéticas controlaba todas las casas, la confiscación de las reservas de cereales y alimentos. En mayo de 1995, fueron desclasificados los documentos de los archivos de SBU, que se tradujo en el pueblo que los actos de canibalismo se produjo
En 1947, las autoridades soviéticas cambiaron el nombre oficial del pueblo a Kotlovina. En 1954, fue cerrada el óblast de Izmail, y las localidades la han incluido en el óblast de Odesa.
Desde 1991, el pueblo Kotlovina forma parte del Raión de Reni del Óblast de Odessa en Ucrania independiente. En la actualidad, el pueblo tiene 2643 habitantes, principalmente de Gagauz. Además de estos, hay comunidades numéricamente inferiores de búlgaros y moldavos. Los lugareños hablan gagauz y las lenguas rumana, búlgaro y ruso.